# Fredrik II av Meissen
Fredrik den allvarlige, född 30 november 1310 i Gotha, död 18 november 1349 i Wartburg, Eisenach, var son till Fredrik den frejdige, som han efterträdde som markgreve av Meissen, 1323–1349. 
Barn:
- Elisabet, gift 1350 med borggreve Fredrik V av Nürnberg
- Fredrik, död 1330
- Fredrik den stränge
- Balthasar av Thüringen
- Beatrix
- Ludvig av Meissen, ärkebiskop av Magdeburg
- Wilhelm den enögde